# François Berge
Pour les articles homonymes, voir Berge (homonymie).
François Baudire baron Berge, né le 11 mars 1779 à Collioure (Roussillon) et mort le 18 avril 1832 à Paris, est un général français du Premier Empire et de la Restauration.

## Biographie
Il est le fils de Jean-Paul Guillaume Berge (né le 28 février 1736 à Collioure, mort le 2 janvier 1794 à Figuières), négociant, premier consul et gouverneur-administrateur de Collioure et de Thérèse Arneau-Riera (née le 25 mai 1739 à Collioure, morte en 1823).
Formé à Collioure par Jean Nicolas Pierre Hachette, il entre à l'École polytechnique le 17 brumaire an III. Il passe, le 18 brumaire an V, élève sous-lieutenant à l'École d'artillerie de Metz, d'où il sort, le 13 floréal suivant, avec le grade de lieutenant en second, et va rejoindre la portion du 1er régiment d'artillerie qui fait partie de l'armée d'Angleterre.
Détaché à l'état-major de l'armée d'Orient, il fait les campagnes d'Égypte et de Syrie, assiste à la prise de Malte, à celle d'Alexandrie, au combat de Chebreiss ; aux batailles des Pyramides, d'Aboukir et d'Alexandrie ; aux sièges de Jaffa, de Saint-Jean-d'Acre et du Caire.
Capitaine de 3e classe le 4e jour complémentaire an VII, il est promu le 27 floréal an VIII à la 2e classe de son grade dans le 4e régiment d'artillerie à pied, et remplit les fonctions d'aide de camp auprès du général Songis jusqu'au mois de brumaire an X.
Passé dans l'artillerie de la garde consulaire le 15 nivôse de cette année, il continue néanmoins son service d'aide-de-camp auprès de son général, appelé à la même date au commandement de l'artillerie de cette garde.
Le 6 brumaire an XII, le premier Consul le nomme chef de bataillon, sous-directeur d'artillerie à la Guadeloupe ; mais sur les instances du général Songis, alors premier inspecteur d'artillerie, il continue de servir sous ses ordres et fait avec lui les campagnes des ans XII et XIII à l'armée des côtes de l'Océan. Il y reçoit, le 25 prairial an XII, la décoration de la Légion d'honneur et celle d'officier de l'ordre.
Il fait avec la grande armée les guerres d'Allemagne, de Prusse et de Pologne, de l’an XIV à 1807, et se trouve aux combats livrés sous les murs d'Ulm les 23, 24 et 25 vendémiaire an XIV, aux batailles d'Austerlitz, d’Iéna et d'Eylau. Major le 21 mars 1806, et colonel le 30 août 1808, il passe à l'armée d'Espagne le 24 novembre comme chef d'état-major de son armée, et prend, le 28 décembre le commandement du 5e régiment d'artillerie à cheval. Il combat à Talavera de la Reina, où il est blessé d'un coup de feu au côté droit, à Almonacid et à Ocaña les 28 juillet, 11 août, et 18 novembre 1809, et au passage de la Sierra Morena le 20 janvier 1810.
Nommé chevalier de l'Empire le 15 août 1810, il a le bras traversé d'une balle au combat d'Albufera, le 16 mai 1811, et à celui de Santa-Martha-de-Villaiba le 15 juin 1811. La croix de commandeur de la Légion d'honneur lui est décernée le 6 août 1811.
Placé à la tête de l'artillerie de l'armée du Midi de l'Espagne le 3 avril 1813, il reçoit le 26 mai le grade de général de brigade, et prend une part glorieuse à toutes les affaires qui précèdent et suivent l'évacuation de la Péninsule. Il ne prend qu'une faible part aux événements politiques et militaires de 1814.
Lors de la Première Restauration, il est fait chevalier de Saint-Louis le 20 août 1814, et est nommé membre de la commission chargée de déterminer le nombre des places de guerre par ordre d'importance, ainsi que les travaux d'amélioration qu'elles peuvent exiger. En mars 1815, il est attaché à l'état-major du duc d'Angoulême.
Après le départ de ce prince, il se rend dans la capitale, où il reçoit le 6 juin le commandement de l'artillerie du corps de cavalerie placé sous les ordres du maréchal Grouchy.
Au retour des Bourbons, il est nommé baron héréditaire le 17 janvier 1816, par le roi Louis XVIII, et devient commandant de l'École royale d'application à Metz.
Nommé le 14 décembre 1822 commandant supérieur des troupes et du matériel de l'artillerie, de la direction de Perpignan et du 4e corps de l'armée des Pyrénées, il fait, en cette qualité, la campagne d'Espagne de 1823. Cette campagne lui vaut, le 3 octobre suivant, le brevet de lieutenant-général et, le 23 novembre, la plaque de 4e classe de l'ordre de Saint-Ferdinand d'Espagne.
Nommé membre du comité consultatif de son arme le 22 décembre 1824, et grand officier de la Légion d'honneur le 3 novembre 1827, il est mis en disponibilité le 8 septembre 1830. Replacé provisoirement sur le cadre du comité d'artillerie le 1er juillet 1831, il meurt du choléra à Paris le 18 avril 1832. Il est enterré à Paris, au cimetière du Montparnasse, dans la 3ème division.
Il fait partie des 660 officiers à avoir son nom gravé sous l'arc de triomphe de l'Étoile et un buste à son honneur est placé sur la place du marché de Collioure.

## Famille et descendance

Armes de la famille Berge.

Il épouse le 18 juillet 1816 Anne Gilberte Jeanne Pauline Hom (née le 24 juin 1796 à Paris, morte le 6 novembre 1881 à Toulouse), dont il a deux enfants :
- Jenny Berge (née le 17 août 1817 à Paris, morte le 20 mars 1896 à Paris) ; elle épouse, en premières noces, en 1836, Camille Terasse (mort en 1838), puis, en secondes noces, en 1842, Emmanuel Delpech de Saint-Guilhem (1812-1891), attaché d'ambassade ;
- Henri baron Berge (né le 18 septembre 1828 à Paris, mort le 18 décembre 1926 à Saint-Maurice), polytechnicien de la promotion 1847[3], général de division, gouverneur de Lyon, grand-croix de la Légion d'honneur, décoré de la Médaille militaire ; il épouse le 26 janvier 1859 Marie Andres (1839-1925).

Plusieurs autres descendants ont également été militaires :
- son petit-fils, Paul-Louis Louis Berge (1860-1940), Saint-Cyr (64e, entre 1879 et 1881 - Promotion Des Drapeaux), Général (**) de Brigade (2 juillet 1913 - 25 mars 1919), Croix de guerre 1914-1918
- son arrière-petit-neveu Jean Martial Delpit, colonel d’artillerie, né le 27 décembre 1884 à Versailles, mort le 17 juillet 1962, polytechnicien de la promotion 1905[4], fils de Bernard Delpit, lieutenant-colonel d'artillerie, et de Caroline Françoise Pauline Berge[4].
- son arrière-arrière-petit-fils : Gérard baron Berge, général de brigade, officier de la Légion d'honneur, commandeur de l'ordre national du Mérite, croix de la Valeur militaire, ancien chef de corps du 1er régiment de hussards parachutistes, décédé le 10 mars 2024.

## Armoiries
- Titre de chevalier de l'Empire par lettres patentes du 15 juillet 1810 :

Règlement d'armoiries : Tiercé en fasces : d'argent à une épée haute en pal de gueules, accostée de deux autruches affrontées d'azur ; de gueules au signe des chevaliers légionnaires ; et d'or à une pyramide soutenue de sable.
- Titre de chevalier héréditaire confirmé par lettres patentes du 16 décembre 1814 :

Règlement d'armoiries : Tiercé en fasce : d'argent, à l'épée haute de gueules, accostée de deux autruches affrontées d'azur ; de gueules, à l'étoile d'argent ; et d'or, à la pyramide de sable, soutenue du même.
- Titre de Baron héréditaire, par lettres patentes du 20 juillet 1816 :

Règlement d'armoiries : Coupé, au I d'argent, à une épée de gueules posée en pal, la pointe haute, et accostée de deux autruches affrontées d'azur ; au II de gueules, à une pyramide d'argent, terrassée de sable.